# Niezwykła Wigilia
Niezwykła Wigilia (ang Christmas Eve jak również Christmas Dove) – amerykański film telewizyjny z 1986 roku w reżyserii Stuarta Coopera. W 1987 film był nominowany do  Złotego Globu w czterech kategoriach z czego ostatecznie otrzymał jedną statuetkę.